# (21638) Nicjachowski
(21638) Nicjachowski (1999 NA39) – planetoida z pasa głównego asteroid okrążająca Słońce w ciągu 3,51 lat w średniej odległości 2,31 j.a. Odkryta 14 lipca 1999 roku.